# 酒井忠強
酒井 忠強（さかい ただつよ）は、江戸時代末期の大名。上野伊勢崎藩の第8代藩主。雅楽頭系酒井家支流8代。
天保6年（1835年）12月4日、第7代藩主・酒井忠恒の四男として生まれる。嘉永4年（1851年）4月7日、父の隠居により跡を継いだ。幕末期においては譜代大名として外国船来航に備えての警護役や天狗党の乱鎮圧で貢献している。
しかし慶応4年（1868年）の戊辰戦争では、新政府にいち早く恭順して自ら謹慎することで、協力の姿勢を示した。このため、1000両の資金と500俵の兵糧を献上することで許されている。
慶応4年（1868年）6月25日、弟（実子とも）の忠彰に家督を譲って隠居する。明治18年（1885年）4月、正五位に叙任するが、同年6月14日に死去した。享年51。

## 系譜
父母
- 酒井忠恒（父）
- 滝子 ー 京極高賢の娘（母）

正室
- 玲 ー 酒井忠学の三女

養子
- 酒井忠彰 ー 実弟